# Karl-Heinz Weigang
Karl-Heinz Weigang (24 tháng 8 năm 1936 – 12 tháng 6 năm 2017) là một huấn luyện viên bóng đá người Đức, có phần lớn thời gian làm việc ở châu Phi và châu Á. Ông từng là huấn luyện viên trưởng đội tuyển Việt Nam Cộng hòa giành chức vô địch Cúp Merdeka năm 1966, cũng như huấn luyện viên đầu tiên đem lại thành công cho đội tuyển Việt Nam ở đấu trường quốc tế từ khi hội nhập trở lại với chiếc huy chương bạc SEA Games 1995.

## Sự nghiệp huấn luyện viên
Karl-Heinz Weigang bắt đầu sự nghiệp giảng dạy và huấn luyện bán thời gian tại Sri Lanka, trước khi đến miền Nam Việt Nam vào năm 1964. Năm 1964, ông đến Sài Gòn làm giáo viên dạy nghề ở Trường kỹ thuật Cao Thắng. Sau những giờ dạy, ông thường đến các sân bóng ở Sài Gòn để xem và tìm kiếm tài năng.
Sau đó, ông trở thành huấn luyện viên cho các câu lạc bộ Hải Quan, Cảnh sát. Năm 1966, Tổng cục Thể thao đề cử ông làm huấn luyện viên trưởng đội U20 Việt Nam Cộng hòa tham dự giải trẻ châu Á ở Tokyo. Khi chuẩn bị cho Cúp Merdeka, một phần do sự nhiệt tình, một phần do đồng ý dẫn dắt đội tuyển miễn phí nên ông được chọn làm huấn luyện viên trưởng đội tuyển Việt Nam Cộng hòa, dù lúc đó chưa có bằng huấn luyện viên.
Khi mới bắt đầu nhận đội tuyển, do Weigang là huấn luyện viên trẻ, chỉ hơn các cựu binh chừng 5 tuổi nên một số cầu thủ không phục. Ông đã áp dụng tính kỷ luật để đưa các cầu thủ vào nề nếp, kết hợp các biện pháp tâm lý để giúp đội tuyển thành một khối đoàn kết, thực hiện chính sách quay vòng cầu thủ hợp lý. Trước trận chung kết, ông cho các cầu thủ nghỉ ngơi, đi dạo nên toàn đội có tinh thần thoải mái và thắng Miến Điện, một đối thủ mạnh, 1–0 ở chung kết, vô địch giải đấu. Sau khi vô địch Cúp Merdeka, Weigang đã chuyển hẳn làm huấn luyện viên nhà nghề, với tấm bằng huấn luyện viên của FIFA ông đạt được năm 1968.
Sau khi rời Việt Nam, Weigang chuyển sang huấn luyện các đội bóng châu Phi, lần lượt ở Mali, Ghana, Cameroon, Gabon trong khoảng thời gian 24 năm, trong đó có một thời gian ngắn quay lại châu Á làm việc ở Malaysia. Thành tích đáng nhớ nhất trong thời gian ở châu Phi của ông là dẫn dắt đội tuyển Mali giành ngôi á quân châu Phi năm 1972 ngay lần đầu tiên tham dự một vòng chung kết. Trong thời gian ở Malaysia ông đã đưa đội tuyển nước này vượt qua vòng loại Olympic 1980 và Cúp bóng đá châu Á 1980 trong cùng năm. Đây là lần cuối cùng cho đến nay đội tuyển Malaysia vượt qua vòng loại hai giải đấu này.
Tháng 4 năm 1994, Weigang đến Hà Nội với vai trò giảng viên của lớp huấn luyện dành cho các huấn luyện viên do FIFA tổ chức. Liên đoàn bóng đá Việt Nam đã có đề nghị ông giúp đỡ việc huấn luyện cầu thủ. Ông nhận lời, có 7 tuần huấn luyện cầu thủ trước khi trở về Đức. Năm 1995, sau khi huấn luyên viên Tavares từ chức, Weigang chính thức trở thành huấn luyện viên trưởng đội tuyển Việt Nam. Tại SEA Games 1995, ông đã dẫn dắt đội tuyển Việt Nam lần đầu tiên vượt qua vòng bảng ở một kỳ SEA Games kể từ khi tham gia trở lại (từ năm 1989). Ở bán kết Việt Nam đã thắng Myanmar 2–1 và chỉ chịu thua chủ nhà Thái Lan ở chung kết, giành huy chương bạc. Đây là nền tảng để đưa Việt Nam trở thành một trong những đội bóng hàng đầu khu vực sau này.
Weigang tiếp tục dẫn dắt đội tuyển Việt Nam dự Giải vô địch bóng đá Đông Nam Á đầu tiên (mang tên nhà tài trợ là Tiger Cup) năm 1996. Trong giải, nhất là trận đấu gặp Lào, một số cầu thủ Việt Nam có biểu hiện tiêu cực. Ông đã dọa đuổi về nước nhóm cầu thủ thi đấu sa sút khó hiểu từ đầu giải trong giờ nghỉ trận đấu này. Ngày hôm sau, Weigang không cho bốn cầu thủ họ Nguyễn vào sân tập luyện. Với sự dàn xếp của trưởng đoàn Tô Hiền, ông đã đồng ý để 4 cầu thủ này ở lại. Đội vượt qua vòng bảng. Ở trận bán kết, Việt Nam thua Thái Lan nhưng đã đá hay và thắng Indonesia trong trận tranh huy chương đồng. Sau giải đấu này, Weigang chia tay bóng đá Việt Nam vì những xung đột với giới chức lãnh đạo bóng đá Việt Nam.
Sau khi rời Việt Nam, Weigang có thời gian làm huấn luyện viên trưởng các câu lạc bộ Malaysia Perak và Johor. Năm 2014, ông quay lại Perak làm cố vấn kỹ thuật cho đội. Năm 2017, ông qua đời tại Đức vì truỵ tim.

## Danh hiệu
Việt Nam Cộng hòa (1966–1968)
- Cúp Merdeka: 1966

 Mali (1970–1973)
- Á quân châu Phi: 1972

 Việt Nam (1995–1997)
- Huy chương bạc SEA Games: 1995
- Huy chương đồng Tiger Cup: 1996

## Vinh danh
- Kỉ niệm chương FIFA[2]